# General Error EP
General Error EP är det första tecknet på liv 047 visar sedan spelningen på Emmaboda 2006. EP:n är en gratisskiva som släpps på julafton, digitalt på bandets hemsida.
Omslaget är ritat av Andreas Riestola.

## Låtlista
1. Swingu
2. General Error
3. A1 Syndrome
4. Kraft!
5. Simma Lugnt